# Limnophila ceratophylloides
Limnophila ceratophylloides är en grobladsväxtart som först beskrevs av William Philip Hiern, och fick sitt nu gällande namn av Sidney Alfred Skan. Limnophila ceratophylloides ingår i släktet Limnophila och familjen grobladsväxter. Inga underarter finns listade i Catalogue of Life.